# Lola Merino
María Dolores Monsterrat Merino López (Madri, 28 de março de 1969) ou mais conhecida como Lola Merino, é uma atriz nascida na Espanha, mas radicada no México.

## Biografia
Iniciou sua carreira em 1986 na série El mito del eterno retorno. Sua estreia em novelas aconteceu em 1988, na telenovela Pasión y poder. Depois participou de outras novelas como Mi segunda madre, Simplemente María e La pícara soñadora. 
Em 1999 se muda para TV Azteca e participa da novela Marea brava. No canal ainda participou das novelas La calle de las novias e Montecristo.
Em 2009 regressa à Televisa e integra ao elenco da novela Verano de amor. Neste mesmo ano entra para o elenco da novela Corazón salvaje.
Em 2012 interpretou uma das personagens de destaque na novela Corona de lágrimas. Nesta novela, ela voltou a ser par de Ernesto Laguardia, com quem já havia trabalhado em Cenizas y diamantes. 
Em 2013 interpreta uma das antagonistas da novela Por siempre mi amor, atuando ao lado de Guy Ecker e Susana González. Em 2016 a atriz regressou as telenovelas para o papel de Viviana Conde de la Colina em Sueño de amor compartilhando créditos com  Betty Monroe, Marjorie de Sousa,  Cristián de la Fuente, Julián Gil,  entre outros grandes nomes. E em 2017  interpreta mais um papel antagônico em Mi marido tiene familia  compartilhando cenas com Zuria Vega, Daniel Arenas, entre outros grandes nomes.    

### Telenovelas
- Mi marido tiene familia (2017) - Ana Romano de Córcega
- Sueño de amor (2016) - Viviana Conde de la Colina
- Por siempre mi amor (2013-2014) - Marcela Zambrano
- Corona de lágrimas (2012-2022) - Mercedes Cervantes de Ancira
- Dos hogares (2011-2012) - Juana María
- Corazón salvaje (2009-2010) - Eloísa de Berrón
- Verano de amor (2009) - Sofía Duarte
- Montecristo (2006-2007) - Lysi Savoy
- La calle de las novias (2000) - Lisette
- Marea brava (1999)
- Tú y yo (1996-1997) - Alicia Santillana Díaz-Infante
- La pícara soñadora (1991) - Mónica Rochild #2
- Cenizas y diamantes (1990-1991) - Celeste
- Simplemente María (1989-1990) - Fernanda Amolinar
- Mi segunda madre (1989) - Margarita
- Pasión y poder (1988) - Ana Karen Montenegro

### Séries
- El mito del eterno retorno (1986)

### Cinema
- Buscando al culpable (1990)

## Ligações Externas
- Lola Merino. no IMDb.
- Biografia de Lola Merino (Em esmas.com)